# Kazachi Brod
Kazachi Brod (del ruso: Казачий Брод) es un seló del distrito de Ádler de la unidad municipal de la ciudad-balneario de Sochi, en el krai de Krasnodar de Rusia, en el sur del país (Cáucaso occidental). Está situado en la orilla derecha del río Mzymta, frente a Ajshtyr, 23 km al sureste de Sochi y 187 km al sureste de Krasnodar. Tenía 1.351 habitantes en 2010.
Pertenece al municipio rural Moldovski.

## Economía
Los principales recursos económicos del seló son sus piscifactorías y los alojamientos turísticos.

## Lugares de interés
Se halla a la salida de la garganta de Ajshtyr, en la que se halla la cueva de Ajshtyr.

## Transporte
Por Kazachi Brod pasa la antigua carretera entre Ádler y Krásnaya Poliana.